# Santa Claus Is Coming to Town
Santa Claus Is Coming to Town (quelquefois avec Comin au lieu de Coming) est un chant de Noël. Elle a été écrite par John Frederick Coots et Haven Gillespie et pour la première fois diffusée durant l'émission radio d'Eddie Cantor en novembre 1934.
Cette chanson est devenue un succès immédiat, avec 100 000 partitions commandées le lendemain. À Noël, 400 000 avaient été vendues.
Elle est devenue, aux États-Unis, un standard de Noël et a été enregistrée par de nombreux artistes.

## Genèse et composition
La chanson est composée en quelques minutes dans le métro new-yorkais pendant le mois d'octobre 1933. Les paroles de Haven Gillespie s'inspirent des mises en garde à l'approche de la période de Noël de la part des parents envers leurs enfants, notamment avec « Santa Claus is coming to town / He sees you when you're sleeping / He knows if you've been bad or good / So be good for goodness sake ». Cependant, aucun producteur ne semble interessé par la chanson à cause de son thème jugé trop enfantin. De plus, les chansons de Noël ne sont pas encore populaires sur le marché en 1933. L'année suivante, Coots profite d'un emploi à la radio pour utiliser la chanson. Bien que réticent dans un premier temps, l'acteur Eddie Cantor accepte de l'interpréter pendant l'émission. La chanson remporte alors un vif succès envers ses auditeurs. Ces derniers réclament plusieurs rediffusions et la parution de la partition. Il s'ensuit la reprise par différents artistes comme Bing Crosby et Frank Sinatra ancrant la chanson aux traditions de Noël.

## Enregistrements
Le premier enregistrement connu est une version du joueur de banjo Harry Reser et de son groupe, enregistrée le 24 octobre 1934 (Decca 264A) avec au chant Tom Stacks.
La chanson a aussi été enregistrée par Tommy Dorsey et son orchestre le 26 septembre 1935.
Aux États-Unis en 1970 Rankin/Bass a produit une émission de télévision du même nom basé sur la musique, le narrateur, Fred Astaire, raconte l'histoire originale de Santa Claus.
Le guitariste de Jazz Royce Campbell (en) a enregistré une version en 2004 sur son CD A Jazz Guitar Christmas.
Beaucoup d'artistes contemporains ont enregistré une version de la chanson dont une interprétation rock and roll par Bruce Springsteen & The E Street Band.
On peut également découvrir une parodie hard-rock de ce chant de Noël, interprétée par le talentueux Alice Cooper sur la compilation We Wish You A Metal Xmas And A Headbanging New Year, sorti en 2008 et intitulée Santa Claws Is Coming To Town.
La chanson a également été enregistrée par :
- 1943 : Bing Crosby and the Andrews Sisters,
- 1948 : Frank Sinatra,
- 1959 : the Ray Conniff Singers,
- 1960 : Ella Fitzgerald,
- 1961 : Alvin et les Chipmunks,
- 1963 : The Crystals,
- 1964 : The Beach Boys,
- 1965 : The Supremes,
- 1967 : Lou Rawls,
- 1970 : The Jackson 5[3],
- 1978 : The Carpenters,
- 1987 : The Pointer Sisters,
- 1992 : Neil Diamond,
- 1994 : Mariah Carey[4],
- 1996 : George Strait,
- 1998 : Keith Jarrett, version jazz sur l'album After the Fall
- 2008 : Faith Hill, Miley Cyrus,
- 2009 : Andrea Bocelli,
- 2010 : Love Händel de la série télé Phineas and Ferb, Lucky Uke,
- 2011 : Justin Bieber, Michael Bublé, Mark Salling et Cory Monteith pour la série télévisée Glee [réf. nécessaire],
- 2012 : Colbie Caillat[5], Rod Stewart, Richard Marx (feat.) Sara Niemietz [6],[7],
- 2013 : [réf. nécessaire] Tamar Braxton, Dannii Minogue[8],
- 2014 : Pentatonix[9],
- 2015 : Kylie Minogue.
- 2018 : Louane Emera
- 2020 : Sebastián Yatra[10]
- 2021 : Guillem Tudó.
- 2024 : Lady Gaga[11]

## Paroles
| Texte original |
| --- |
| I just came back from a lovely trip along the Milky Way Stopped off at the North Pole to spend a holiday I called on dear old Santa Claus To see what I could see He took me to his workshop And told his plans to me, so [Chorus] You better watch out, you better not cry Better not pout, I'm telling you why Santa Claus is comin' to town He's making a list and checking it twice Gonna find out who's naughty and nice Santa Claus is comin' to town He sees you when you're sleepin' He knows when you're a wake He knows if you've been bad or good So be good for goodness sake Oh! You better watch out, you better not cry Better not pout, I'm telling you why Santa Claus is comin' to town With little tin horns and little toy drums Rooty toot toots and rummy tum tums Santa Claus is comin' to town And curly head dolls that toddle and coo Elephants, boats, and kiddie cars too Santa Claus is comin' to town Then kids in Girl and Boy land will have a jubilee They're gonna build a Toyland all around the Christmas tree So! You better watch out, you better not cry Better not pout, I'm telling you why Santa Claus is comin' to town Now Santa is a busy man, He has no time to play He's got millions of stockings to fill on Christmas day You'd better write your letter now And mail it right away Because he's getting ready His reindeer's and his sleigh. So [Chorus] With little tin horns and little toy drums Rooty toot toots and rummy tum tums Santa Claus is comin' to town And curly head dolls that toddle and coo Elephants, boats, and kiddie cars too Santa Claus is comin' to town Then kids in Girl and Boy land will have a jubilee They're gonna build a Toyland all around the Christmas tree So! You better watch out, you better not cry Better not pout, I'm telling you why Santa Claus is comin' to town |

## Traduction du refrain
« Fais bien attention, surtout ne pleure pas
Ne sois pas grognon, je te dis pourquoi
Le père Noël arrive en ville
Il dresse une liste vérifiée deux fois
Il saura qui est méchant ou gentil
Le père Noël arrive en ville
Il te regarde quand tu dors
Te vois ouvrir les yeux
Il sait si tu es sage ou pas
Donc sois sage, ça vaut mieux
Oh ! Fais bien attention, surtout ne pleure pas
Ne sois pas grognon, je te dis pourquoi
Le père Noël arrive en ville »